# Gdynia

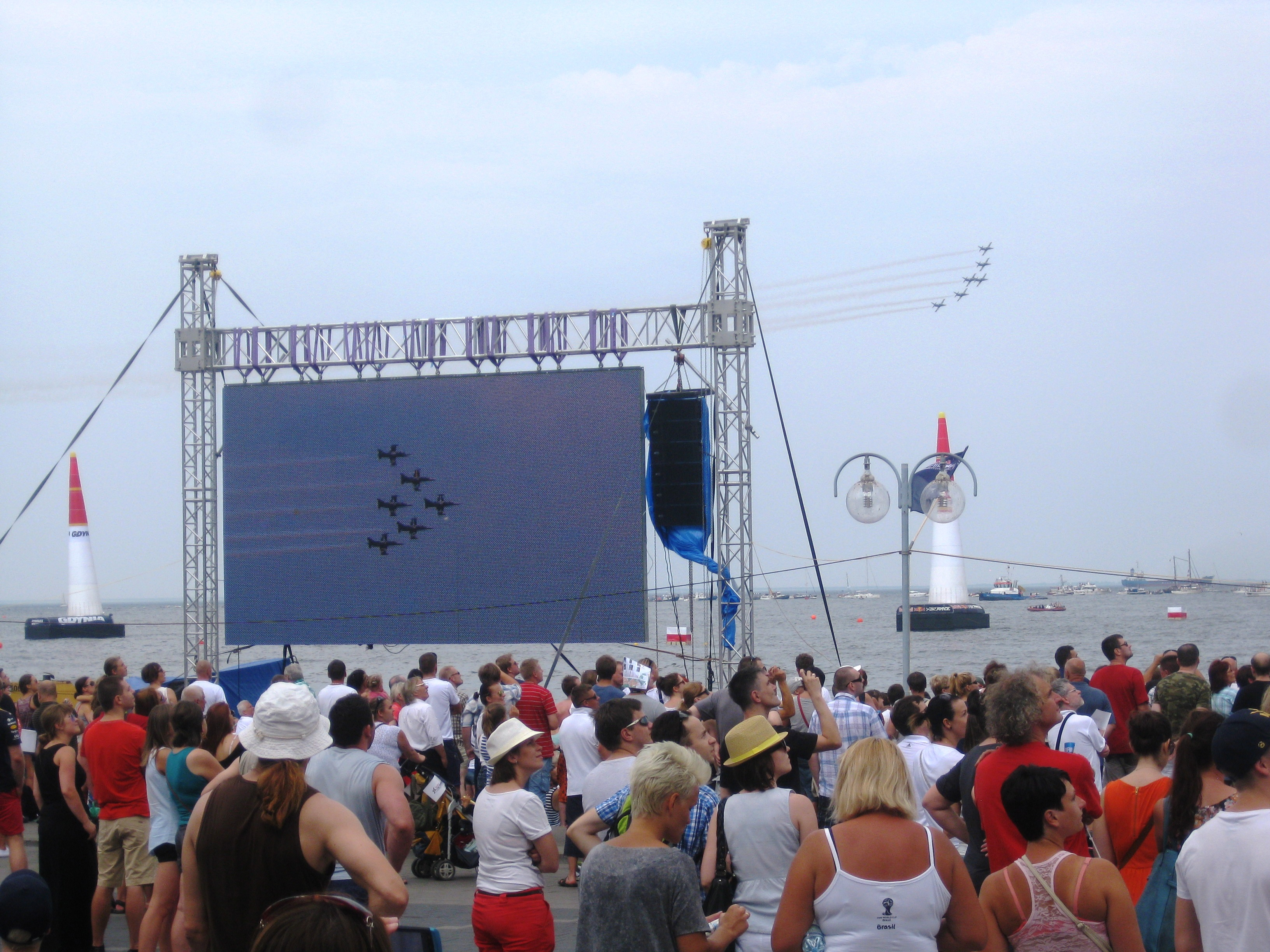
Red Bull Air Race Gdynia - 2014

Gdynia (pronunție în poloneză [ˈɡdɨɲa] ⓘ; în cașubiană Gdiniô; în germană Gdingen; 1939-1945 Gotenhafen) este un municipiu în voievodatul Pomerania, Polonia. Are o populație de 249.139 locuitori și suprafață de 136 km². Se află pe coasta Golfului Gdańsk (partea Mării Baltice). Face parte din aria urbană Trioraș (Trójmiasto).

## Economie
- Portul Gdynia
- Festivalul de Film de la Gdynia

## Personalități născute aici
- Krzysztof Charamsa (n. 1972), preot, teolog;
- Jarosław Rodzewicz (n. 1973), scrimer;
- Adam Darski (n. 1977), muzician;
- Michael Klim (n. 1977), înotător australian;
- Sylwia Gruchała (n. 1981), scrimeră.